# Мочалки
Мочалки — село в Україні, у Ковельському районі Волинської області. Входить до складу Турійської селищної громади. Населення становить 236 осіб.

## Географія
Село розташоване на правому березі річки Турії.

## Історія
12 червня 2020 року, відповідно до розпорядження Кабінету Міністрів України № 708-р «Про визначення адміністративних центрів та затвердження територій територіальних громад Волинської області», увійшло до складу Турійської селищної територіальної громади.
19 липня 2020 року, в результаті адміністративно-територіальної реформи та ліквідації  Турійського району, село увійшло до новоутвореного Ковельського району. 

## Населення
Згідно з переписом УРСР 1989 року чисельність наявного населення села становила 276 осіб, з яких 116 чоловіків та 160 жінок.
За переписом населення України 2001 року в селі мешкало 235 осіб.

### Мова
Розподіл населення за рідною мовою за даними перепису 2001 року:
| Мова       | Відсоток |
| ---------- | -------- |
| українська | 99,15 %  |
| російська  | 0,85 %   |

## Відомі люди
- Поліщук Володимир Сергійович (1985—2014) — солдат Збройних сил України, учасник російсько-української війни 2014—2015 років.

## Пам'ятки
- На захід від села знаходиться загальнозоологічний заказник місцевого значення «Осівський»